# Alberto João Jardim
Alberto João Cardoso Gonçalves Jardim [aɫ'bɛɾtu ʒu'ɐ̃ũ ʒɐɾ'dĩ], popularmente conocido como "Alberto João", nació en Funchal, isla de Madeira, Portugal, el 4 de febrero de 1943 y es licenciado en derecho por la Universidad de Coímbra. Desde 1978 y hasta 2015 fue presidente del Gobierno Regional de Madeira, habiendo ganado 10 elecciones regionales desde entonces. En la actualidad es uno de los políticos más controvertidos de Portugal.
Fue profesor de la antigua enseñanza técnica y del secundario, director del Centro de Formación Profesional de Madeira y periodista profesional, siendo director del matutino del Episcopado de Funchal Jornal da Madeira. 
Jardim además fue oficial de acción psicológica en el Estado-Mayor del Ejército de Tierra en Lisboa y en el Cuartel General en Madeira.
En 1974, con la llegada de la democracia, fue fundador del PPD-PSD Madeira y uno de los fundadores del partido a nivel nacional. 
A nivel externo, entre 1978 y 1996 fue presidente de la Conferencia de las Regiones Periféricas de la UE, de la cual es jefe honorario.
El líder insular fue asimismo cofundador de la Asamblea de las Regiones de Europa y es, actualmente, vicepresidente del Partido Popular Europeo.